# ハズムリズム
「ハズムリズム」は、日本の女性歌手コンビであるPUFFYと、音楽グループである東京スカパラダイスオーケストラによるスペシャルコラボレーションバンド「PUFFY×東京スカパラダイスオーケストラ」のシングル。2006年9月20日にキューンレコードから発売された。

## 解説
PUFFYがリプトン日本来航100周年を記念した「リプトン紅茶大使」に任命されたことをきっかけにリリースが決まった。リプトン日本来航100周年記念ソングにもなっている。

## 収録曲
1. ハズムリズム [4:28]
作詞：PUFFY／作曲：NARGO／編曲：東京スカパラダイスオーケストラ
2. ハズムリズム（BACKING TRACK） [4:26]

## 収録アルバム
- Hit&Fun (#1)
- PUFFY karaoke PLAYLIST (#2)　配信アルバム